# Kangtega
El Kangtega, también denominado La Montura de Nieve, es una montaña importante de los Himalayas en Nepal. Su cumbre alcanza 6782 m s. n. m. La primera ascensión se realizó en 1963.

## Ascensos e intentos notables

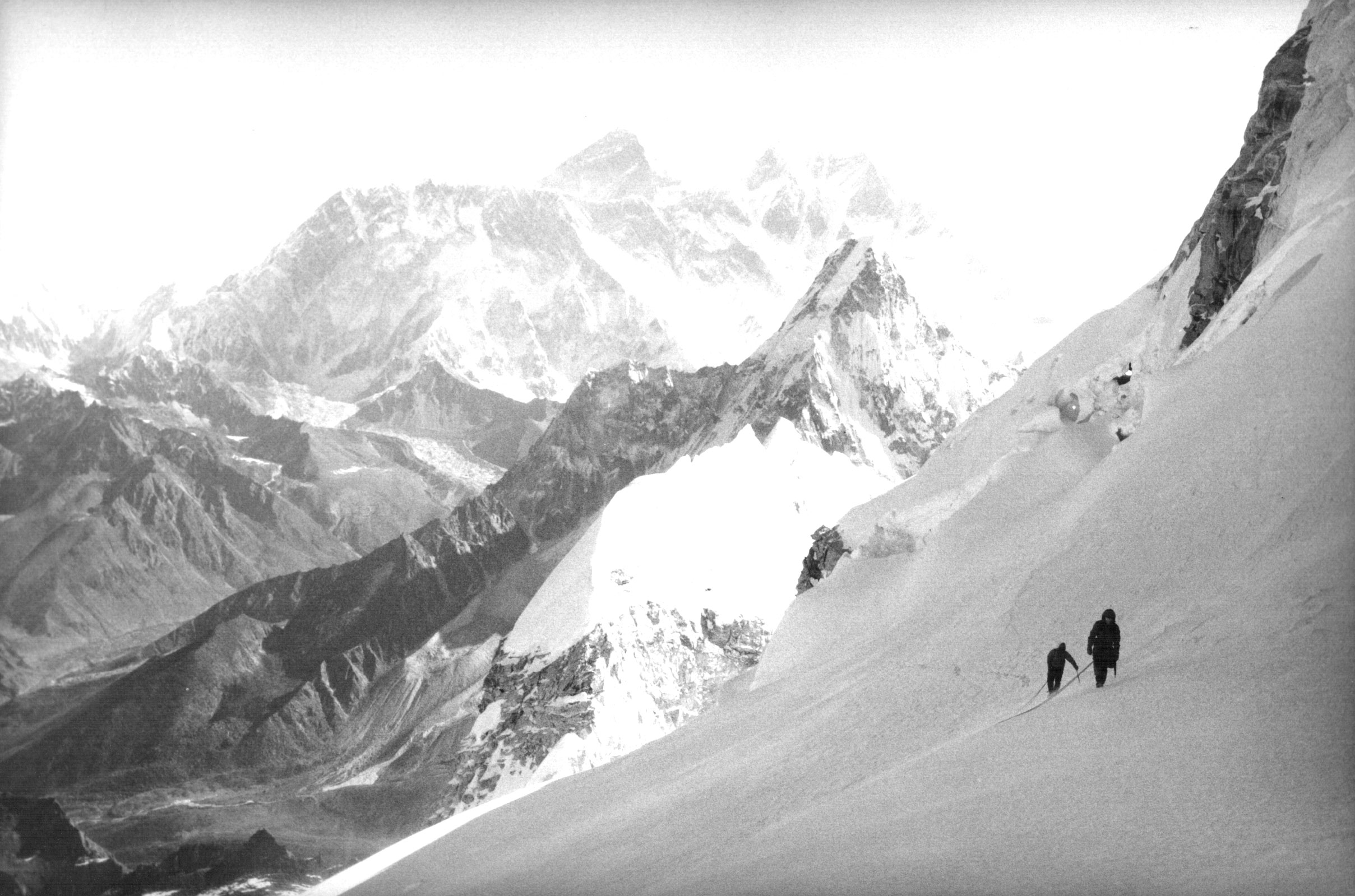
Alison Hargreaves y Jeff Lowe escalando el Kangtega (1 de mayo de 1986).

- 1986 Northeast Buttress, primera ascensión en estilo alpino de la ruta por Jay Smith, Mark Hesse, Craig Reason y Paul 'Wally' Teare, Oct 22-29.[3]